# São Salvador do Mundo
São Salvador do Mundo es un municipio caboverdiano situado en la isla de Santiago. Su ciudad capital es la ciudad de Achada Igreja. Fue creado en el año 2005.

## Geografía física

### Localización
Es un municipio de la isla de Santiago, limita por el norte con el municipio de Santa Cruz, por el este con el de São Lourenço dos Órgãos, por el sur con el de Ribeira Grande de Santiago y por el oeste con el de Santa Catarina.

### Hidrografía
En su territorio se encuentra el embalse de Faveta, que fue inaugurado el 19 de julio de 2013, tiene una capacidad de un millón de metros cúbicos.

## Historia
El municipio fue creado durante el año 2005, cuando una de las freguesias del municipio de Santa Catarina se separó y formó el actual municipio de São Salvador do Mundo.

## Organización territorial
Consta de una freguesia:
- São Salvador do Mundo

## Demografía
| Gráfica de evolución demográfica de São Salvador do Mundo entre 1980 y 2021 |
| |
| Población del municipio entre los años 1940 y 2010 según el censo de población de la página web Opendataforafrica.org. Población estimada según el Instituto Nacional de Estatística de Cabo Verde. Población según el resultado censal preliminar de 2021 del Instituto Nacional de Estatística de Cabo Verde según la página web citypopulation.de. |

## Patrimonio cultural inmaterial

### Festividades
El 26 de abril son las fiestas del municipio.